# George Rennie
George Haddow Rennie (Newcastle, 10 maart 1883 - New Westminster, 13 december 1966) was een Canadees lacrossespeler. 
Met de Canadese ploeg won Rennie de olympische gouden medaille in 1908.

## Resultaten
- 1908  Olympische Zomerspelen in Londen